# Knut Haggren
Knut Nils Sixten Haggren, född 6 mars 1926 i Täby församling, död 8 mars 1986 i Vällingby, var en svensk målare.
Haggren studerade måleri för Otte Sköld och teckning vid  Edward Berggrens målarskola i Stockholm mellan 1940 och 1950 i olika perioder. Separat ställde han ut i Stockholm, Malmö, Växjö samt i Florida USA. 